# Emanuela Felici
Emanuela Felici (San Marino, 22 dicembre 1980) è una tiratrice a volo sammarinese, specialità trap.
Fa parte della lista degli atleti d'interesse nazionale del Comitato Olimpico Nazionale Sammarinese.

## Palmarès
- 7º posto alle Olimpiadi di Sydney 2000 e Atene 2004
- 3º posto al Campionato Europeo a Lonato nel 2002
- 11º posto ai Campionati Mondiali a Lonato nel 2005
- 4º posto ai Giochi del Mediterraneo del 2005